# Vladimir Lovetskiy
Vladimir Nikolayevich Lovetskiy (en biélorusse : Уладзімір Мікалаевіч Лавецкі, né le 26 octobre 1951 à Jlobine en ex-URSS) est un athlète soviétique puis biélorusse spécialiste du 100 mètres et du 200 mètres.

## Carrière

### Palmarès
| Date | Compétition                   | Lieu           | Résultat | Épreuve    | Performance |
| ---- | ----------------------------- | -------------- | -------- | ---------- | ----------- |
| 1970 | Championnats d'Europe juniors | Paris-Colombes | 4e       | 100 mètres | 10 s 78     |
| 1970 | Championnats d'Europe juniors | Paris-Colombes | 1er      | 4 × 100 m  | 40 s 18     |
| 1972 | Jeux olympiques d'été         | Munich         | 2e       | 4 × 100 m  | 38 s 50     |

### Records
| Épreuve    | Performance | Lieu   | Date |
| ---------- | ----------- | ------ | ---- |
| 100 mètres | 10 s 2      |        | 1973 |
| 200 mètres | 20 s 83     | Munich | 1972 |